# Champion Lakes Park
Champion Lakes Park är en park i Kanada.   Den ligger i provinsen British Columbia, i den södra delen av landet, 3 100 km väster om huvudstaden Ottawa. Champion Lakes Park ligger 1 064 meter över havet.
Terrängen runt Champion Lakes Park är kuperad österut, men västerut är den bergig. Närmaste större samhälle är Fruitvale, 8,8 km sydost om Champion Lakes Park.
I omgivningarna runt Champion Lakes Park växer i huvudsak barrskog. Runt Champion Lakes Park är det mycket glesbefolkat, med 3 invånare per kvadratkilometer.